# Engytatus cyrtandrae
Engytatus cyrtandrae är en insektsart som först beskrevs av Raymond J.Gagné 1969.  Engytatus cyrtandrae ingår i släktet Engytatus och familjen ängsskinnbaggar. Inga underarter finns listade i Catalogue of Life.